# نشان بند جوراب
نشان بند جوراب (به انگلیسی: Order of the Garter) از نشان‌های درباری و اشرافی انگلستان است که توسط پادشاه (ملکه) انگلستان اعطا می‌شود.

## تاریخچه
پیدایش این نشان به این شکل بوده‌است که یکی از شب‌های سال ۱۳۴۸ میلادی، کنتس سالزبری در حال رقص با ادوارد سوم پادشاه انگلستان، بند جورابش پایین آمده و چون درباریان خندیدند، پادشاه در حالی که بند جوراب او را می‌بست، گفت:
شرم بر کسی باد که چنین کاری را بد پندارد.
بدین ترتیب خنده بر لبان درباریان خشکید. فردای آن شب، هیئتی ۲۶ نفره به نام انجمن بند جوراب (گارتر) تشکیل شد که شاه ریاست آن را بر عهده داشت.

## دریافت‌کنندگان

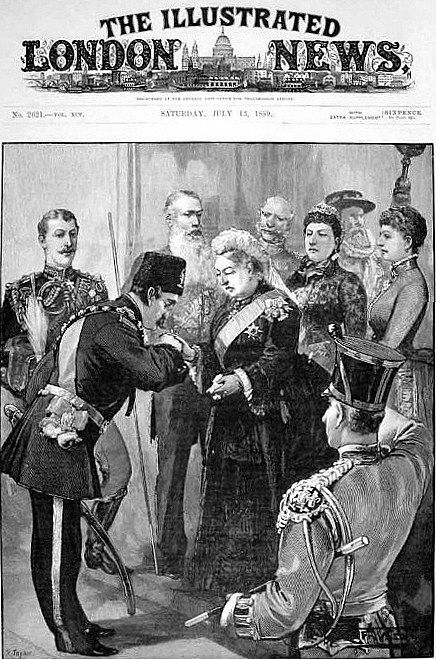
ناصرالدین‌شاه و ملکه ویکتوریا

انگلستان در قرن چهاردهم میلادی، هنوز درگیر جنگ‌های صلیبی بود و نشان بند جوراب نشانی صرفاً مسیحی به حساب می‌آید. با این حال تاکنون دو پادشاه از ایران (ناصرالدین شاه و مظفرالدین شاه)، دو سلطان عثمانی و یک امپراتور ژاپن از میان غیر مسیحیان این نشان را دریافت کردند.
ناصرالدین‌شاه دومین غیر مسیحی‌ای بود که این نشان را از ملکه ویکتوریا دریافت کرد. پیش از وی سلطان عبدالعزیز عثمانی این نشان را دریافت نموده بود. ناصرالدین‌شاه در سفرنامه‌اش دربارهٔ این نشان مفصلاً شرحی نوشته‌است. او با ظرافت نقل می‌کند که ملکه «گونه‌اش را بوسیده‌است». ملکه ویکتوریا نیز در خاطراتش وقایع روز اعطای نشان را به‌طور مبسوط شرح داده‌است. ناصرالدین‌شاه در سفرنامه خود چنین آورده‌است که:
لرد شامبرلاند که وزیر دربار پادشاهی است، نشان ژارتیر مکلل به الماس را که به زانوبند معروف و از نشان‌های بسیار معتبر انگلیس است، برای ما آورد. پادشاه (ملکه ویکتوریا) برخاسته، به دست خودشان نشان را به ما زدند و حمایلش را انداختند. جوراب بندبلند را هم دادند.

## توصیف نشان
نشان شامل یک بند جوراب جواهرنشان (که به پا بسته می‌شود، حمایل آبی گل گندم که به صورت مورب بر سینه قرار می‌گیرد، نشان ستاره الماس که بر سینه و روی حمایل نصب می‌شود و جعبه نقره شکاف دار که برای حمل نشان استفاده می‌گردد است. نشان بندجوراب توارثی نیست و الزاماً پس از فوت صاحب آن به دولت انگلستان بازمی‌گردد.